# Nikola Portner
Nikola Portner (* 19. November 1993 in Lyon, Frankreich) ist ein Schweizer Handballspieler serbischer Abstammung. Seit 2008 besitzt der Sohn des Handball-Weltmeisters von 1986 Zlatko Portner die Schweizer Staatsbürgerschaft.

## Leben
Als Nikola Portner acht Monate alt war, zog die Familie aus Frankreich nach Bern.

## Karriere

### Verein
Mit 11 Jahren spielte er für den Schweizer Verein BSC Grosshöchstetten. Bei Handball Grauholz, wo sein Vater Trainer war, debütierte er in der NLB. Der 1,94 m grosse und 96 kg schwere Torhüter spielte ab 2010 beim Schweizer Verein BSV Bern Muri in der NLA. Nach der Saison 2011/12 wurde er mit dem Swiss Handball Award als bester Newcomer des Jahres ausgezeichnet. International erreichte er mit Bern den Viertelfinal im Europapokal der Pokalsieger 2011/12, die 3. Runde im EHF Challenge Cup 2010/11 und die 1. Runde im EHF Europa Pokal 2012/13. Zur Saison 2014/15 wechselte er zu den Kadetten Schaffhausen. Mit diesen gewann er 2015 und 2016 die Schweizer Meisterschaft sowie 2016 den SHV-Cup. Ab dem Sommer 2016 stand er beim französischen Erstligisten Montpellier AHB unter Vertrag. Mit Montpellier gewann er 2018 die EHF Champions League. Zur Saison 2020/21 wechselte er zum Ligakonkurrenten Chambéry Savoie HB. Nach der Saison 2021/22 wurde er zum besten Torhüter der Spielzeit gewählt.
Seit dem Sommer 2022 hütet er das Tor des deutschen Bundesligisten SC Magdeburg (SCM). Mit dem SCM gewann er den IHF Super Globe 2022 und die EHF Champions League 2022/23 im Final gegen KS Kielce mit 30:29 nach Verlängerung. Beim IHF Super Globe 2023 gewann er zum zweiten Mal in Folge die Klub-Weltmeisterschaft. 2024 wurde er deutscher Meister. In der EHF Champions League 2024/25 gewann er mit dem SCM das Finale gegen die Füchse Berlin und damit seinen dritten Titel in der Königsklasse nach 2018 und 2023.
Positive Dopingprobe und Sperre
Kurz vor dem Final Four des DHB-Pokals 2023/24, das der SCM gewann, gab der SC Magdeburg bekannt, dass aufgrund einer positiven Dopingprobe bei einer Wettkampfkontrolle von Seiten der HBL ein Verfahren gegen Nikola Portner eingeleitet wurde. Als Folge nahm er zunächst nicht mehr am Trainings- und Spielbetrieb der Magdeburger Mannschaft teil. Portner kommentierte: «Ich werde alles daran setzen, um darzulegen, dass ich keine Anti-Doping-Bestimmungen verletzt habe und immer im Sinne der Werte des Sports gehandelt habe und künftig handeln werde.» Der Rechtsanwalt Helge-Olaf Käding, welcher auf Handballrecht spezialisiert ist, sagte in einem Youtube-Video, dass die Probe einen Wert von 78 Nanogramm Methamphetamin aufwies. Als Vergleich führte er an, dass ein Schnelltest der Polizei erst bei 1000 Nanogramm ausschlägt. Dopinganwälte meinten, dass diese Menge von 78 Nanogramm durch Hautkontakt aufgenommen werden könnte. Die am 2. Mai 2024 untersuchte B-Probe bestätigte den Befund, damit drohte Portner eine mehrjährige Sperre. Am 26. Juni 2024 wurde die Suspendierung durch das HBL-Präsidium mit sofortiger Wirkung aufgehoben und von einer Sperre abgesehen. Dabei folgte die HBL den Darlegungen Portners, der zuvor auch eine Urin- und Haarprobe abgegeben hatte. Die Nationale Anti-Doping Agentur (NADA) legte vor dem Internationalen Sportgerichtshof (CAS) Einspruch gegen diese Entscheidung ein, weil sie «einen grundsätzlichen und richtungsweisenden Überprüfungs- und Klärungsbedarf mit internationalem Bezug» sieht. Im August 2025 gab der SC Magdeburg über seinen Anwalt bekannt, dass sich NADA, WADA, HBL und der Spieler auf eine 21-monatige Sperre geeinigt haben sowie dass kein Vorsatz vorgelegen habe. Portner wurde bis zum 10. Oktober 2025 für das Mannschaftstraining sowie bis zum 10. Dezember 2025 für den Pflichtspielbetrieb gesperrt.

### Nationalmannschaften
Bei der U-19-Weltmeisterschaft 2011 wurde er Sechster und als bester Torhüter in das All-Star-Team gewählt. Mit der U-20-Auswahl wurde er bei der Junioren-Europameisterschaft 2012 Achter. Mit der U-21 wurde er bei der Weltmeisterschaft 2013 Siebter und konnte die meisten Paraden aller Keeper vorweisen.
In der Schweizer A-Nationalmannschaft debütierte Nikola Portner am 2. November 2011 gegen Italien und bestritt bisher 145 Länderspiele, in denen er 33 Treffer erzielte.(Stand: 12. August 2025) An der Weltmeisterschaft 2021 bestritt er sechs Spiele, warf zwei Tore und belegte mit der Schweiz den 16. Rang von 32 Mannschaften. An der Europameisterschaft 2024 warf der Kapitän der Auswahl zwei Tore in drei Spielen und belegte mit dem Team den 21. Rang. An der Weltmeisterschaft 2025 warf er zwei Tore in sechs Spielen und erreichte mit der Auswahl den 11. Platz.

## Statistik

### Schweiz Junioren
| Saison  | Mannschaft                    | Liga          | Spiele | Tore | Cup              | Spiele | Tore | Σ Spiele | Σ Tore |
| ------- | ----------------------------- | ------------- | ------ | ---- | ---------------- | ------ | ---- | -------- | ------ |
| 2004/05 | BSC Grosshöchstetten          | U15 Promotion | 9      | 0    | U15 Regional-Cup | 0      | 0    | 9        | 0      |
| 2005/06 | Espace Handball *             | U15 Promotion | 18     | 0    | U15 Regional-Cup | 2      | 0    | 20       | 0      |
| 2006/07 | Handball Grauholz             | U15 Inter     | 21     | 0    | U15 Regional-Cup | 4      | 0    | 25       | 0      |
| 2007/08 | TV Steffisburg                | U17 Elite     | 24     | 0    | U17 Regional-Cup | 4      | 0    | 28       | 0      |
| 2008/09 | TV Steffisburg                | U17 Elite     | 14     | 1    | U17 Regional-Cup | 2      | 0    | 25       | 1      |
| 2008/09 | SG Wacker Thun/TV Steffisburg | U19 Elite     | 9      | 0    | –                | 0      | 0    | 25       | 1      |

### Schweiz Aktive
| Saison  | Mannschaft            | Liga | Spiele | Tore | Cup                | Spiele | Tore | Σ Spiele | Σ Tore |
| ------- | --------------------- | ---- | ------ | ---- | ------------------ | ------ | ---- | -------- | ------ |
| 2008/09 | Schweiz U21           | NLB  | 2      | 0    | Schweizer Cup      | 0      | 0    | 2        | 0      |
| 2009/10 | Schweiz U21           | NLB  | 1      | 0    | Schweizer Cup      | 0      | 0    | 25       | 0      |
| 2009/10 | Handball Grauholz     | NLB  | 23     | 0    | Schweizer Cup      | 1      | 0    | 25       | 0      |
| 2010/11 | Handball Grauholz     | NLB  | 21     | 0    | Schweizer Cup      | 2      | 0    | 31       | 0      |
| 2010/11 | BSV Bern Muri         | NLA  | 8      | 0    | Schweizer Cup      | 0      | 0    | 31       | 0      |
| 2011/12 | Handball Grauholz     | NLB  | 6      | 0    | Schweizer Cup      | 0      | 0    | 45       | 0      |
| 2011/12 | BSV Bern Muri         | NLA  | 37     | 0    | Schweizer Cup      | 2      | 0    | 45       | 0      |
| 2012/13 | SG Solothurn/Grauholz | NLB  | 4      | 0    | Schweizer Cup      | 0      | 0    | 33       | 0      |
| 2012/13 | BSV Bern Muri         | NLA  | 28     | 0    | Schweizer Cup      | 1      | 0    | 33       | 0      |
| 2013/14 | BSV Bern Muri         | NLA  | 31     | 1    | Schweizer Cup      | 4      | 0    | 35       | 1      |
| 2014/15 | Kadetten Schaffhausen | NLA  | 32     | 0    | Schweizer Cup      | 4      | 0    | 37       | 0      |
| 2014/15 | Kadetten Schaffhausen | NLA  | 32     | 0    | SuperCup           | 1      | 0    | 37       | 0      |
| 2015/16 | Kadetten Schaffhausen | NLA  | 33     | 0    | Schweizer Cup      | 3      | 0    | 37       | 0      |
| 2015/16 | Kadetten Schaffhausen | NLA  | 33     | 0    | SuperCup           | 1      | 0    | 37       | 0      |
| Total:  | Total:                | NLA  | 169    | 1    | Schweizer Cup      | 17     | 0    | 245      | 1      |
| Total:  | Total:                | NLB  | 57     | 0    | Schweizer SuperCup | 2      | 0    | 245      | 1      |

### International
| Saison    | Mannschaft            | Wettbewerb                     | Spiele                         | Tore                           |
| --------- | --------------------- | ------------------------------ | ------------------------------ | ------------------------------ |
| 2009/10 * | BSV Bern Muri         | Europapokal der Pokalsieger    | 0                              | 0                              |
| 2010/11   | BSV Bern Muri         | EHF Challenge Cup              | 2                              | 0                              |
| 2011/12   | BSV Bern Muri         | Europapokal der Pokalsieger    | 6                              | 0                              |
| 2012/13   | BSV Bern Muri         | EHF-Pokal                      | 2                              | 0                              |
| 2013/14   | BSV Bern Muri         | Keine internationale Teilnahme | Keine internationale Teilnahme | Keine internationale Teilnahme |
| 2014/15   | Kadetten Schaffhausen | EHF Champions League           | 9                              | 0                              |
| 2015/16   | Kadetten Schaffhausen | EHF Champions League           | 10                             | 0                              |
| 2016/17   | Montpellier HB        | EHF Champions League           | 16                             | 4                              |
| 2017/18   | Montpellier HB        | EHF Champions League           | 18                             | 3                              |
| 2018/19   | Montpellier HB        | EHF Champions League           | 14                             | 2                              |
| 2019/20   | Montpellier HB        | EHF Champions League           | 4                              | 0                              |
| 2020/21   | Chambéry Savoie HB    | Keine internationale Teilnahme | Keine internationale Teilnahme | Keine internationale Teilnahme |
| 2021/22   | Chambéry Savoie HB    | Keine internationale Teilnahme | Keine internationale Teilnahme | Keine internationale Teilnahme |
| Total:    | Total:                | EHF Champions League           | 71                             | 9                              |
| Total:    | Total:                | Europapokal der Pokalsieger    | 6                              | 0                              |
| Total:    | Total:                | EHF-Pokal                      | 2                              | 0                              |
| Total:    | Total:                | EHF Challenge Cup              | 2                              | 0                              |
| Total:    | Total:                | Gesamt:                        | 81                             | 9                              |

Quelle